# Agios Theodoros (Larnaca)
Agios Teodoros, Agios Theodoros o Agios Theodoros Skarinou (en griego: Άγιος Θεόδωρος Σκαρίνου; en turco: Aytotoro o Boğaziçi) es una aldea ubicada en el Distrito de Larnaca de Chipre. Construido a orillas del río Pentaschinos, a una altitud de 80 m, se encuentra a unos 6 kilómetros del mar y a unos 3 kilómetros de Kofinou.
Su nombre se lo debe a su Santo Patrón, a quien está dedicada la iglesia local.
El camino que conduce a la zona costera del pueblo se llama "Valle de Pentaschoinos" ya que está bañado por el río homónimo que atraviesa el pueblo y desemboca en el mar. Existen varias tradiciones sobre el nombre, una de ellas afirma que se llamó así porque había en la zona una gran "kufi" (serpiente) de río de cinco cuerdas de largo.

## Población
En 1881 los habitantes eran 560, mientras que en 1911 subieron a 889 y a 1105 en 1921. 
Según el censo de 2021 los habitantes de Agios Theodoros son 663.

## Historia
El pueblo no se menciona en los mapas antiguos de Chipre. De hecho, es posible que esté construido sobre las ruinas de los antiguos asentamientos de Αnastadia, Xeugalalio, Capno, Vasilopotamo y Pendasino, que aparecen en los mapas medievales de Chipre.
En noviembre de 1967 fue sede de un grave conflicto entre las comunidades grecochipriota y turcochipriota, el que desencadenó una peligrosa crisis entre Grecia y Turquía.
Agios Theodoros siguió siendo una aldea mixta, hasta que los turcochipriotas abandonaron la comunidad, tras la invasión turca de 1974.

## Lugares de interés

### Iglesia de San Teodoro
La iglesia fue construida entre los años 1956 y 1970. Es una basílica de tres naves con una cúpula cruciforme, y en los últimos años ha sido decorada con frescos.
En este mismo lugar, según los testimonios de los residentes, solía haber un templo más pequeño, un edificio de 1847. Era de una sola nave, con arcos, sin tejas y construido con piedras locales.
De este templo solo se conserva el icono del santo patrón de la comunidad, que se encuentra en el edificio actual en una vitrina de piedra.

### Tumba de San Atanasio Pendaschinitis
Antiguamente, el asentamiento de Agios Theodoros se encontraba en la zona de Pendaschinos, cerca del mar. Con el apelativo Pendaschinitis, San Atanasio nació y vivió allí. La capilla data del siglo VII y fue construida sobre la tumba del santo. Sus ruinas revelan un templo que, lamentablemente, sufrió daños catastróficos a causa de los terremotos que azotaron Chipre. La tumba del santo y otra tumba, supuestamente propiedad de su padre, fueron descubiertas en 2004 después de unas excavaciones.

### Capilla de Agioi Anargiroi
Construida en piedra local, techo de madera y donada por Damianos Hajigeorgiou en 1919, está situada a 3 km del centro de la localidad.

### Capilla de Panagia Astathkiotissa
Capilla de una sola planta dedicada a la Virgen María, construida en piedra con forma irregular con dos entradas.  Situada en una colina al este del pueblo, a solo 1,5 km del centro.

### Mezquita turcochipriota
La mezquita turcochipriota está ubicada cerca del puente central de la comunidad. Es un edificio de piedra de dos pisos con arcos. La planta baja se ha utilizado para diversos fines en el pasado, mientras que el sitio religioso está en el piso superior.

### Molino de aceitunas tradicional
Había varios molinos en la comunidad de Agios Theodoros y uno de ellos pertenece al turcochipriota Ismail Kassianou.
En el Molino de Aceite Tradicional, se puede ver cómo se producía el aceite a principios del siglo XX con las muelas, la prensa, las máquinas y las piedras preciosas de la época.
Este molino fue renovado en 2018 por el Consejo Comunitario.

### Otros lugares
- Área de Pícnic Comunitaria llamada “El Huerto del Pueblo”

- Sendero Natural “Vritzi”

- Molino de Agua Veneciano o Molino Hadjiatos[4]